# Dauphin Island
Dauphin Island è un'isola ed un comune degli Stati Uniti d'America situato nella contea di Mobile dello Stato dell'Alabama.
L'isola sabbiosa, nel golfo del Messico, definisce l'ingresso della baia di Mobile avendo una forma allungata che si estende da est ad ovest. La parte orientale è più larga e coperta da vegetazione.